# Pip Hicks
Philip Hugh Whitby (Pip) Hicks (Warwick, 25 september 1895 – Hartley Wintney, 8 oktober 1967) was een Britse militair die meevocht in de Eerste Wereldoorlog en Tweede Wereldoorlog. Hij geniet vooral bekendheid vanwege zijn deelname aan de Slag om Arnhem.

## Levensloop
Hicks was de zoon van Philip Hicks en de schrijfster Beatrice Whitby. Hij kreeg zijn opleiding op Winchester College in Hampshire. Hij nam dienst bij de Territorial Force, een onderdeel van het Britse leger. Tijdens de Eerste Wereldoorlog vocht hij mee in de Slag aan de Somme en de Derde Slag bij Ieper. Hij ontving het Military Cross voor zijn rol tijdens het Honderddagenoffensief.
Na de oorlog bleef Hicks in dienst. Hij werd bevorderd tot kapitein en diende van november 1924 tot januari 1926 in Brits-Indië. Later was hij onder andere gestationeerd in Karachi, Khartoem en Faizabad. Op het moment dat de Tweede Wereldoorlog uitbrak was hij opgeklommen tot de rang van luitenant-kolonel en voerde het 2e bataljon van het Royal Warwickshire Regiement aan, onderdeel van de 48e infanteriedivisie. Zijn bataljon nam deel aan de Slag om Duinkerke. Hiervoor ontving Hicks de Distinguished Service Order.
Hicks kreeg in 1942 de leiding over een nieuw gevormde luchtlandingseenheid, de 1e Luchtlandingsbrigade, onderdeel van de 1e Luchtlandingsdivisie. Een jaar later werd hij bevorderd tot brigadegeneraal. Hij nam deel aan Operatie Ladbroke tijdens de landing op Sicilië in 1943. Zijn glider kwam terecht in zee. Hicks en zijn metgezellen zwommen de anderhalve  kilometer naar de kust, waarna ze een kustbatterij aanvielen. Hiervoor ontving hij zijn tweede Distinguished Service Order.
Tijdens de Slag om Arnhem had de 1e Luchtlandingsbrigade aanvankelijk de opdracht om de landingsterreinen te bewaken waar op de tweede dag van de Slag de 4e Parachutistenbrigade van John Hackett landde. Hicks kreeg tijdelijk de leiding over de divisie nadat majoor-generaal Roy Urquhart en zijn eerste plaatsvervanger Gerald Lathbury vermist waren. Hicks slaagde er aan het einde van de Slag, samen met een klein deel van de divisie, in om de Rijn over te steken en terug te keren achter de geallieerde linies.
Hicks verliet het leger in mei 1948 en werkte daarna tot 1952 in Duitsland voor de Internationale Vluchtelingenorganisatie van de Verenigde Naties.

## Persoonlijk
Hicks was getrouwd met Patty Fanshaw, met wie hij een zoon en een dochter kreeg. In Renkum is de Hicksweg naar hem vernoemd.